# Myiagra galeata
Myiagra galeata là một loài chim trong họ Monarchidae.